# The Psychedelic Sounds of the 13th Floor Elevators
The Psychedelic Sounds of the 13th Floor Elevators är debutalbumet av den amerikanska garagerockgruppen 13th Floor Elevators, utgivet 1966 på det lilla Texas-baserade skivbolaget International Artists. Skivan ses ofta som ett av de allra tidigaste psykedeliska musikalbumen. Flera av låtarna har ett hårt psykedeliskt garagerocksound. "You're Gonna Miss Me" och "Roller Coaster" utgör tidiga exempel på psykedelisk rock, innan begreppet knappt börjat användas. Men albumet drar även åt folkrock i balladen "Splash 1". "You're Gonna Miss Me" var gruppens enda notabla hitsingel och nådde plats 55 på Billboard Hot 100-listan, men albumet listnoterades aldrig. Gruppen gjorde ingen hemlighet av att de använde LSD, vilket är tydligt i texten på albumomslagets baksida där en av gruppmedlemmarna, Tommy Hall argumenterar för "sinnesutvidgning" med hjälp av kemiska preparat.
Albumet gavs ut i en nyutgåva 1978 på bolaget Radar Records och under 2000-talet och 2010-talet har ett flertal nyutgåvor av albumet getts ut, både på CD och LP. Vissa av nyutgåvorna är närmast identiska med de första utgåvorna av albumet. Originalutgåvor från 1966 är idag samlarobjekt.

## Låtlista
Låtlistan på originalutgåvan (1966)
Sida 1
1. "You're Gonna Miss Me" (R. Erickson) – 2:31
2. "Roller Coaster"  (R. Erickson/T. Hall) – 5:08
3. "Splash 1 (Now I'm Home)" (R. Erickson/C. Hall) – 3:57
4. "Reverberation (Doubt)"  (R. Erickson/T. Hall/S. Sutherland) – 2:51
5. "Don't Fall Down"  (R. Erickson/T. Hall) – 3:03

Sida 2
1. "Fire Engine"  (R. Erickson/T. Hall/S. Sutherland) – 3:23
2. "Thru the Rhythm"  (T. Hall/S. Sutherland) – 3:10
3. "You Don't Know (How Young You Are)"  (Powell St. John) – 2:59
4. "Kingdom of Heaven"  (Powell St. John) – 3:11
5. "Monkey Island"  (Powell St. John) – 2:40
6. "Tried to Hide"  (T. Hall/S. Sutherland) – 2:50

## Medverkande
Musiker
- Roky Erickson – sång, rytmgitarr
- Stacy Sutherland – sologitarr
- Tommy Hall – elektrisk kanna
- Benny Thurman – basgitarr, violin (spår 1, 3)
- Ronnie Leatherman – basgitarr (spår 2, 4-11)
- John Ike Walton – trummor, percussion

Produktion
- Lelan Rogers – producent
- Gordon Bynum – producent (spår 1)
- Bob Sullivan – ljudtekniker, ljudmix
- John Cleveland – omslagsdesign